# مزرعه زمان‌رستمی
مزرعه زمان رستمی (سمنتوج)، روستایی از توابع بخش علامرودشت شهرستان لامرد در استان فارس ایران است.

## جمعیت
این روستا در دهستان کهنویه قرار دارد و بر اساس سرشماری مرکز آمار ایران در سال ۱۳۹۰، جمعیت آن ۴۷ نفر (۹ خانوار) بوده‌است.